# 레제 펠리시테 송토나

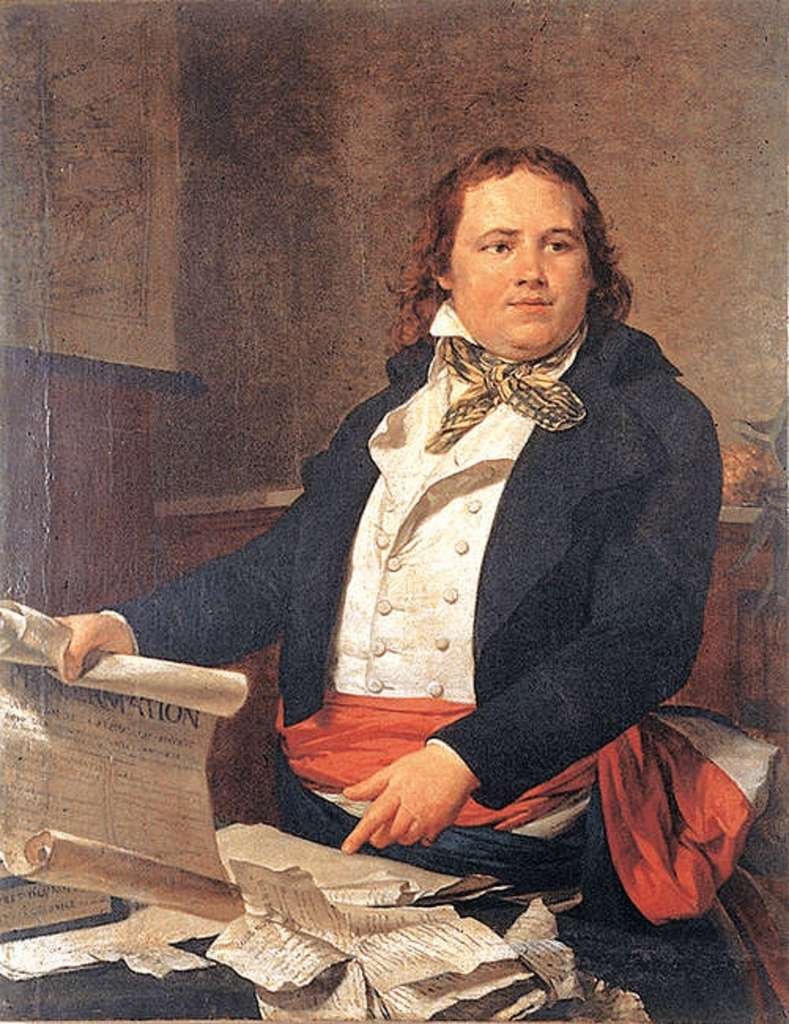
18세기 말의 송토나의 초상 (유화)

레제 펠리시터 송토나(Léger-Félicité Sonthonax, 1763년 – 1813년)는 프랑스 지롱드파 의원으로 프랑스 혁명 기간에 생도맹그에서 7,000명의 부대를 이끌고, 아이티 혁명 기간에 영국이 침입해 오자 노예 제도 폐지를 선언한 정치인이다. 그의 공식적인 직함은 시민 판무관으로 1792년 9월부터 1795년 12월까지 생도맹그의 사살 상의 통치자였다.

## 어린 시절
1763년 프랑스 오요나에서 유망한 상인의 아들로 태어났다. 송토나는 프랑스 혁명을 통해 부상한 파리고등법원의 변호사였다. ‘흑인의 친구 협회’(Society of the Friends of the Blacks)의 회원으로 자크 피에르 브리소와 친분을 맺었으며, 결국 그와 지롱드파가 된다.

## 임무
1792년에 송토나는 혁명 판무관으로 생도맹그(현재의 아이티)에 파견되었다. 그의 주요 목표는 생도맹그를 프랑스의 통제 하에 계속 두는 것이었고, 국민 공회에 의해 당시 막 승인된 유색 자유 인종에게 사회적 평등을 강제하는 것이었다.

## 같이 보기
- 생도맹그
- 아이티 혁명